# Skrynkelfläta
Skrynkelfläta (Breidleria pratensis) är en bladmossart som först beskrevs av Wilhelm Daniel Joseph Koch och Richard Spruce, och fick sitt nu gällande namn av Leopold Loeske. Skrynkelfläta ingår i släktet Breidleria, och familjen Hypnaceae. Arten är reproducerande i Sverige.